# Jarosław Kadylak
Jarosław Kadylak – polski duchowny prawosławny, doktor habilitowany nauk teologicznych, były nauczyciel akademicki Chrześcijańskiej Akademii Teologicznej w Warszawie, podpułkownik Straży Granicznej.

## Życiorys
W 1974 ukończył studia w zakresie teologii prawosławnej w ChAT. Tam w 1987 na podstawie rozprawy pt. Idea harmonii w kulturze starożytnej Grecji i jej recepcja w tradycji patrystycznej chrześcijaństwa wschodniego otrzymał stopień naukowy doktora nauk teologicznych, specjalności: patrologia,  etyka,  egzegeza Nowego Testamentu,  sztuka hellenistyczna,  sztuka chrześcijańska. Również na Wydziale Teologicznym ChAT na podstawie dorobku naukowego oraz rozprawy habilitacyjnej pt. Drogi duchowego doskonalenia w chrześcijaństwie wschodnim (T. I. „Katharsis”. T. II. „Fotismos”. T. III. „Henosis”) uzyskał w 2015 stopień naukowy doktora habilitowanego nauk teologicznych, specjalności: patrologia, teologia zasadnicza, egzegeza Nowego Testamentu, ikonografia chrześcijańska, antropologia teologiczna.
Był kapelanem Straży Granicznej w ramach Prawosławnego Ordynariatu Wojska Polskiego. W 1996 ukończył Studium Oficerskie SG w Kętrzynie. W 2006 został awansowany do stopnia podpułkownika SG.